# 林如稷
林如稷 （1902年8月10日—1976年12月10日），四川资中人，中国作家，翻译家。

## 生平
1902年出生于四川资中西街三家巷，父亲林冰骨曾是中华民国临时大总统孙中山秘书。1917年他考入成都联合县立中学，1919年随父母到北京入读正志中学，1921年考入上海中法通惠工商学院，1922年成立文学社团“浅草社”，1923年因为参与学潮被学校开除，后筹备去法国留学。1924年毕业于巴黎大学，曾支持敬隐渔把鲁迅小说《阿Q正传》翻译为法文，受到法国作家罗曼·罗兰赞赏。
1930年7月毕业回国担任中法大学教授。1937年抗日战争全面爆发后回到成都，1938年由周太玄推荐来到国立四川大学教书，后因校长程天放行为而离职。
1949年程天放随国民党去台湾后，他重新回校教书担任中文系主任．成都市文化局副局长。期间还兼任过华西大学教授。1955年加入中国作家协会。
1960年中风后左手瘫痪腿脚不方便，文革时被从四川大学校园内的铮园赶到校外水津街，与颜实甫，任中敏，蒙文通等老教授居住。
1976年12月10日在四川成都逝世，享年74岁。

## 译著
《盧貢-馬卡爾家族》系列小说第一部《卢贡家族的家运》，埃米尔·左拉，商务印书馆，1936年